# 30-я добровольческая пехотная дивизия СС (2-я русская)
30-я доброво́льческая пехо́тная диви́зия СС (1-я белорусская/2-я русская) (нем. 30. Waffen-Grenadier-Division der SS (russische Nr. 2)) — тактическое соединение войск СС нацистской Германии.
Одна из номинальных дивизий войск СС (с 24-й по 38-ю), появившихся в середине 1944 — весны 1945 годов, сформированных из подручных людских ресурсов, не отвечавших своему наименованию ни вооружением, ни количеством персонала.
Данная дивизия была «создана» путём переименования 18 августа 1944 Шуцманшафт бригады «Зиглинг» под командованием оберштурмбаннфюрера Ганса Зиглинга, сформированной из десяти батальонов «шума» и полицай-комендатур Минска, Слуцка, Лиды, Барановичей, Вилейки, Слонима и Припяти. Кавалерийские и артиллерийские подразделения были сформированы на базе 68-го и 56-го батальонов. Впрочем, по численности многие батальоны были не больше роты (так, в 61-м — 102 человека). Хотя даже этот персонал не отличался особой преданностью и постоянно уменьшался за счёт дезертирства. В 1-м и 2-м полку был по меньшей мере один случай серьёзного бунта, жестоко подавленного. Чтобы дивизия вконец не разбежалась, в сентябре 1944 её перебросили во Францию для борьбы против партизан. Культурные и языковые различия, впрочем, не повлияли на темпы оставления её рядов. 24 октября в её составе появился ещё один полк — 77-й, и наконец-то сформированная дивизия переброшена для охраны мостов через Рейн. В ноябре ей довелось недолго противостоять наступающей 1-й Французской армии, но вскоре она была отведена на швейцарско-немецкую границу, к этому моменту насчитывая менее 4,5 тысяч человек.
1 января 1945 дивизию расформировали. Артиллерия была передана в 25-ю венгерскую дивизию СС. Личный состав был распределён между соответствующими национальными формированиями — 1-й пехотной дивизией РОА и белорусской бригадой войск СС, ставшей основой для 30-й добровольческой пехотной дивизии СС (1-й белорусской).

## Формирование
- Подробнее — Бригада вспомогательной полиции порядка «Зиглинг»

Дивизия переформирована из бригады вспомогательной полиции порядка «Зиглинг» (насчитывавшей около 11 600 человек) 18 августа 1944. Фактически слаживание происходило до середины сентября. Повторно дивизия переформирована до 3-х полкового состава в октябре. Также она пополнялась за счёт 654-го «Восточного» батальона вермахта и персонала СД Чернигова. Командным языком дивизии стал русский язык.

## Мятежи и дезертирство
27 августа во 2-м батальоне 1-го полка и 2-м батальоне 2-го полка (порядковые номера 75-Й и 76-Й были присвоены только с 18 октября) вспыхнул мятеж, в результате которого был убит весь немецкий персонал, находившийся в их расположении. В тот же день из 4-го полка дезертировали 1-й и 3-й батальоны, состоявшие в большинстве из бывших членов Белорусской краевой обороны (БКА). Вскоре мятеж был подавлен, руководители расстреляны. С 10-го по 18-е октября в полках проходили чистки «нелояльных элементов», в результате которых отобраны более 2600 солдат и 41 офицер, которые были направлены в строительные полки (Schanz-Regiment), которые формально продолжали входить в состав дивизии, но на практике подчинялись Арбайтскоманде в Карлсруэ. Впрочем, из-за значительного некомплекта часть была возвращена обратно и включена в состав добровольческого батальона Муравьёва (нем. Freiwillige-Einsatz-Bataillon «Murawjew»), сформированного 12 сентября 1944 г.
До конца существования дивизии дезертирство из её рядов было основной причиной сокращения её численности.

## Франция
Первое подразделение дивизии было во Франции уже 17 августа 1944. После прибытия основного состава 22—27 августа 1944, дивизия вошла в состав LXIII армейского корпуса 19-й армии группы армий «Г». В сентябре — октябре 1944 подразделения вели действия различной активности против французских партизан. В это время наблюдалось массовое дезертирство и переход на сторону противника.

## Мосты на Рейне
После обучения и доформирования до 3-полкового состава дивизия была направлена на оборону мостов на Рейне. Первое боестолкновение произошло 26 октября с французскими вооружёнными подразделениями возле Груссенхайма (нем. Grussenheim). Весь ноябрь соединение противостояло 1-й французской армии. К декабрю от дивизии осталось 4600 солдат и офицеров.
В середине сентября 1944 года, чтобы не попасть в окружение, дивизия отступила в район между Рейном и Вогезами. Перед дивизией была поставлена задача поддерживать отступающие из Франции немецкие войска. Дивизия прилагала немыслимые усилия, чтобы выполнить это задание и понесла огромные потери. В конце октября дивизия получила приказ охранять и удерживать мосты через Рейн, пока не переправятся части потрёпанной 19-й немецкой армии. После этого мосты необходимо было взорвать, чтобы их не захватили союзники. С этой ответственной задачей дивизия справилась. В упорных арьергардных боях она не позволила американцам и французам быстро преодолеть Рейн. Мосты на Рейне были взорваны, союзники на какое-то время задержаны, но дальнейшие бои, в которых участвовала дивизия, её обескровили. В декабре 1944 г. дивизия вошла в состав LXIII армейского корпуса и вместе с ним участвовала в защите швейцарской границы.

## Расформирование
После переброски в Нойенбург дивизия расформирована — немцев направили в 25-ю добровольческую пехотную дивизию СС «Хуньяди», а остальные национальности попали в место формирования 600-й пехотной дивизии вермахта / 1-й пехотной дивизии РОА. 15 января 1945 из остатков дивизии создана «Белорусская бригада СС» (нем. Waffen-Grenadier-Brigade der SS (weißruthenische)), которая в дальнейшем послужила основой для номинального появления дивизии СС с тем же номером, но с другим обозначением — «белорусская». Впрочем, эта дивизия, просуществовав весной 1945 чуть более месяца, так и не вышла из «однополкового» состава.

## Известные военные преступления
Во французском селении Этобон (нем. Etobon) солдатами дивизии было расстреляно за поддержку партизан 39 гражданских лиц. Ещё 27 было взято в заложники, 7 из которых были расстреляны.

## Национальный состав дивизии
В начале существования от 65 до 75 % (около 7 тысяч) персонала происходили из России и Белоруссии, большинство из которых были этническими русскими и белорусами. По мере существования, за счёт пополнения из разных «восточных» подразделений состав стал более пёстрым. Кроме немцев-командиров в её рядах были русские, белорусы, украинцы (в основном сильно русифицированные), поляки и словаки.  

## Состав
С октября по декабрь 1944:
- 75-й добровольческий пехотный полк СС (4-й русский) (Waffen-Grenadier-Regiment der SS 75 (russisches Nr. 4))
- 76-й добровольческий пехотный полк СС (5-й русский) (Waffen-Grenadier-Regiment der SS 76 (russisches Nr. 5))
- 77-й добровольческий пехотный полк СС (6-й русский) (Waffen-Grenadier-Regiment der SS 77 (russisches Nr. 6))
  - 654-й русский батальон (Russisches Bataillon Nr. 654)
  - Батальон Муравьёва (Bataillon Murawjew)
- 30-й артиллерийский полк СС (Waffen-Artillerie-Regiment der SS 30)
  - 30-й разведывательный батальон СС (SS-Aufklärungs-Abteilung 30)
  - 30-й артиллерийский дивизион СС (SS-Artillerie-Abteilung 30)
  - 30-й противотанковый дивизион СС (SS-Panzerjäger-Abteilung 30)
  - Батальон полевого пополнения СС (SS-Feldersatz-Bataillon)
    - 30-й конный эскадрон (Reiter-Schwadron 30)
    - 30-я пионерская рота СС (SS-Pionier-Kompanie 30)
    - Санитарная рота СС (SS-Sanitäts-Kompanie)
    - Танково-разведывательная рота СС (SS-Panzerspäh-Kompanie)
    - Стрелковая рота СС (SS-Füsilier-Kompanie)

С января по май 1945:
- 75-й добровольческий пехотный полк СС (I. — III.) (Waffen-Grenadier-Regiment der SS 75 (I. – III.))
- Артиллерийский дивизион (Artillerie-Abteilung)
- Противотанковый дивизион (Panzerjäger-Abteilung)
- Конный эскадрон (Reiter-Schwadron)

## Командир
- 18 августа 1944 — 31 декабря 1944 — оберштурмбанфюрер Ганс Зиглинг (нем. Hans Siegling).